# شورای ملی تصمیم
شورای ملی تصمیم ایران یک سازمان سیاسی در اپوزیسیون ایران است که برای تغییر نظام سیاسی حاکم بر ایران تلاش می‌کند. رایزنی برای تأسیس این شورا از مرداد ۱۴۰۰ آغاز شد و در ۱۳ تیرماه ۱۴۰۱ با انتشار بیانیه‌ای اعلام موجودیت کرد.
شورای ملی تصمیم در ۴ اسفند ۱۴۰۱ با انتشار اعلامیه‌ای مشترک به همراه شورای مدیریت گذار و حزب مشروطه ایران (لیبرال دموکرات) از تأسیس ائتلافی به نام پیمان همکاری خبر داد.

## اهداف شورای ملی تصمیم
شورای «ملی» تصمیم در بیانیۀ اعلام موجودیت خود ۶ هدف را برای خود اعلام کرده و آن‌ها را وجوه هویتی و انگیزۀ تأسیس شورا نام نهاده است:
1. گذار کامل از جمهوری اسلامی با تکیه به جنبش‌های اعتراضی مردم (گذار خشونت‌پرهیز با حفظ حق دفاع مشروع)
2. حفظ تمامیت ارضی کشور با تاکید بر نظام غیرمتمرکز
3. جدایی دین از حکومت
4. فراخوان عمومی برای تشکیل مجلس مؤسسان
5. تلاش برای برپایی نظامی دموکراتیک و انتخابی (تعیین نوع حکومت با آرای مردم)
6. اجرای کامل اعلامیۀ جهانی حقوق بشر و میثاق‌های وابسته به آن با تأکید بر حفظ محیط زیست[۲]

## اعضای شورای ملی تصمیم
شورای ملی تصمیم اعضای خود را ترکیبی از فعالان سیاسی داخل و خارج کشور اعلام کرده‌است. این شورا ادعا کرده که ۶۷ عضو در داخل ایران دارد که برخی از آن‌ها در زندان‌های جمهوری اسلامی به سر می‌برند. علاوه بر این ۱۰۴ عضو شورا نیز در خارج از ایران به سر می‌برند که اسامی آن‌ها در بیانیۀ اعلام موجودیت عبارت بوده از: آرش آذرخش، سروش آزادی، نوری آل حمزه، شکوفه آذرماسوله، محمدرضا سرهنک آرین، فرح آریا، محمدرضا آشوغ، شهلا انتصاری،  نازنین افشین جم، افشین جم، منصور اُسانلو، کیقباد اسماعیل‌پور، شادی امینی، میترا بابک، عیسی بازیار، گشتاسب باوند، محسن بازرگان، وحید بدیعی، رضا برومند، نیما بهرامی، دیانا بیگلری‌فرد، فرنگیس بیات، حمید بی‌آزار،  بابک بهزادی، فؤاد پاشایی، سعید پورعبدالله، شعله پاکروان، محسن ترکمن، شیرین جهانیان، سپیده حجامی، رضا حسین‌بر، ناهید حسینی، ابراهیم دهواری، عبدارحمان دیه جی، مهدی دیبا، الهام رحیمی، هایده روش، نادر زاهدی، مایا زمانی، فرخ زندی، مریم سلطانی،  سهام سیاوش، ولی شریف‌پور،  رضا طالبی، علی طوطیان،  هنگامه عباسی، محمود عاشوری، حسین عرب، داریوش عمران زاده، پروین فاطمی، رضا فرد، مازیار فرزان، عباس فیض، بیژن قبادی، احد قربانی دهناری، بهروز قربانی، فریبا قربانی،   رسول کناره‌فرد (کمال)، فرامرز کلانتری، منیره کاظمی، مجید کومایش، امیر مرنی، حسن ماسالی، ابوالفضل محققی، سام منتظری، هادی مهرانی، اسفندیار منفردزاده، محمد مهدوی‌فر، محمد مهدوی فر، بهرام معزی، امیر هوشمند ممتاز،   شیوا مقدم، ایرج مرادی،  اسماعیل مرادی، بهرام میرلاشاری، حسن نایب‌هاشم، یعقوب نجاری، مسعود نقره کار،  چنگیز وندچالی، محمدحسین یحیایی، .

## طرح تأسیس پارلمان موقت مخالفان
شورای ملی تصمیم در بیانیۀ اعلام موجودیت خود اعلام کرده که برای تأسیس پارلمانی موقت از مخالفان نظام جمهوری اسلامی تلاش می‌کند. هدف از تأسیس این پارلمان ایجاد همبستگی بین همۀ گروه‌هایی خواهد بود که برای دموکراسی و سکولاریسم در ایران مبارزه می‌کنند. شورای ملی تصمیم اعلام کرده که حضور همۀ احزاب، سازمان‌ها، گروه‌ها و شخصیت‌های دموکراسی‌خواه در داخل و خارج کشور را برای تأسیس این پارلمان ضروری می‌داند.